# Liste des représentants permanents de la France auprès de l'OSCE
La liste des représentants permanents de la France auprès de l'OSCE recense, par ordre chronologique, les diplomates qui ont occupé le poste de représentant permanent de la France à Vienne auprès de l'Organisation pour la sécurité et la coopération en Europe (OSCE) depuis sa création en 1995, ainsi qu'auparavant auprès des différentes négociations de Vienne.

## Liste
| Représentant                | Décret de nomination | Décret de nomination | Portrait |
| --------------------------- | -------------------- | -------------------- | -------- |
| François Plaisant (d)       | 23 mai 1989          | [ 1 ]                |          |
| Marc Perrin de Brichambaut  | 10 juin 1991         | [ 2 ]                |          |
| Bernard Miyet               | 21 septembre 1994    | [ 3 ]                |          |
| Hervé Ladsous               | 9 mai 1997           | [ 4 ]                |          |
| Bruno Joubert               | 25 juin 2001         | [ 5 ]                |          |
| Yves Doutriaux (d)          | 6 février 2003       | [ 6 ]                |          |
| Éric Lebédel (d)            | 28 juillet 2006      | [ 7 ]                |          |
| François Alabrune (en)      | 3 juillet 2009       | [ 8 ]                |          |
| Maxime Lefebvre             | 22 août 2013         | [ 9 ]                |          |
| Véronique Roger-Lacan (d)   | 18 juin 2015         | [ 10 ]               |          |
| Christine Fages (d)         | 29 mai 2019          | [ 11 ]               |          |
| Fatène Benhabyles-Foeth (d) | 21 juillet 2023      | [ 12 ]               |          |